# Lispe rigida
Lispe rigida este o specie de muște din genul Lispe, familia Muscidae. A fost descrisă pentru prima dată de Becker în anul 1903. Conform Catalogue of Life specia Lispe rigida nu are subspecii cunoscute.